# Alexander (Texas)
Alexander é uma comunidade não incorporada localizada no sul do condado de Erath, no estado norte-americano do Texas.